# Color The Cover
《Color The Cover》（百色倖感翻唱選輯）為日本歌手倖田來未於2013年2月27日發行的第二張翻唱專輯。

## 簡介
- 本作是倖田睽違兩年兩個月的翻唱專輯，也是她產假復出後發行的第一張專輯。特別請來當紅攝影師「蜷川實花」來拍攝封面以及以〈ピンク スパイダー〉為主題曲的網路微電影《ピンク スパイダー inspired by バッファロー5人娘》[1]。

## 發行版本

### CD ONLY
- CD收錄11曲

### CD+DVD
- CD收錄11曲
- DVD收錄3首音樂錄影帶+2首製作花絮

### CD+DVD+寫真冊
- CD收錄11曲
- 寫真冊
- DVD收錄3首音樂錄影帶+2首製作花絮
- DVD特別收錄製作紀錄片（約30分鐘）
- 初回限定包裝

### MUSIC CARD
- 連鎖超商羅森限定發行

### 各地區發行
- 台灣：CD+DVD、CD+DVD+寫真冊

## 曲目[2]

### CD
- 中文翻譯來自愛貝克思 (台灣)[3]

1. 粉紅 蜘蛛（日语：ピンク スパイダー）【hide with Spread Beaver／1998年】
作詞: hide　作曲: hide　編曲：Eric Nano
  - UULA網路微電影《ピンク スパイダー inspired by バッファロー5人娘》主題曲
2. Shake Hip!（日语：Shake Hip!）【米米CLUB／1986年】
作詞：米米CLUB　作曲：米米CLUB　編曲: Mitsu.J
3. LOVELY（日语：ラブリー）【小澤健二（日语：小沢健二）／1994年】
作詞: 小澤健二　作曲: 小澤健二　編曲：湯浅篤、齋藤優輝
4. 熱情（日语：情熱 (UAの曲)）（情熱）【UA／1996年】
作詞：UA　作曲：朝本浩文　編曲: 伊澤一葉
5. One more time, One more chance【山崎將義／1997年】
作詞：山崎將義　作曲：山崎將義　編曲: Curly Giraffe
6. Alone【岡本真夜／1996年】
作詞：岡本真夜　作曲：岡本真夜　編曲：皆川真人
7. Blue Velvet（日语：Blue Velvet）【工藤靜香／1997年】
作詞：愛繪理　作曲：Hatake　編曲: 井上慎二郎
8. 男人（日语：男 (久宝留理子の曲)）【久寶留理子（日语：久宝留理子）／1993年】
作詞：久寶留理子　作曲：伊秩弘將　編曲：野村陽一郎
9. 再也無法停止（日语：どうにもとまらない）【山本Linda（日语：山本リンダ）／1972年】
作詞：阿久悠　作曲：都倉俊一　編曲: h-wonder
10. 正如今宵的明月（日语：今宵の月のように）【ELEPHANT KASHIMASHI／1997年】
作詞：宮本浩次　作曲：宮本浩次　編曲: 渡辺善太郎
11. 視歌如命（歌は我が命）【美空雲雀／1989年】（Bonus Track）
作詞：吉田和　作曲：Katsuo Inoue　編曲: 佐藤準
  - 本曲為LIVE版本

### DVD
1. 粉紅 蜘蛛（MUSIC VIDEO~Album Version~）
2. LOVELY（MUSIC VIDEO）
3. Shake Hip!（MUSIC VIDEO）
4. 粉紅 蜘蛛（MAKING VIDEO）
5. LOVELY（MAKING VIDEO）
6. Shake Hip!（MAKING VIDEO）
7. Documentary Movie「THE REAL ME」
約30分鐘（僅收錄於CD+DVD+Photobook版本中）

## MUSIC CARD

### 簡介
於日本連鎖店羅森發行的「MUSIC CARD」，卡片上附的密碼可於個人電腦及手機上下載領取。

### 發行版本與曲目

#### ラブリー（3曲）
1. ラブリー
Bonus Tracks
2. 小小戀歌
3. 電眼女孩

#### Shake Hip!（3曲）
1. Shake Hip!
Bonus Tracks
2. BE MY BABY
3. 甜心戰士

## 資料來源
1. ↑  . 倖田來未（こうだくみ）OFFICIAL WEBSITE. 2012-12-07  [2013-01-18]. （原始内容存档于2013-01-27）.
2. ↑  . 倖田來未（こうだくみ）OFFICIAL WEBSITE. 2012-12-07  [2013-01-18]. （原始内容存档于2013-01-16）.
3. ↑  . 愛貝克思 (台灣). 2013-03-01  [2013-03-01]. （原始内容存档于2016-03-04）.

## 外部連結
翻唱專輯官方網站（页面存档备份，存于）